# Корженко, Василий Михайлович
Василий Михайлович Корженко (31 июля 1891 — 27 января 1961, Бельмонт, Сан-Франциско) — русский военный лётчик, штабс-ротмистр Русской императорской армии, участник Первой мировой войны. Кавалер Георгиевского оружия. Эмигрировал в Китай, затем в США.

## Биография
Православный. Общее образование получил в Петроградском психо-неврологическом институте (не окончил), военное - в Тверском кавалерийском училище, которое закончил в 1913 г. и  академию Генштаба в 1918г. Поручик 5-го уланского Литовского полка, летчик-наблюдатель 19-го корпусного авиационного отряда, слушатель Николаевской военной академии Генштаба. Георгиевский кавалер.
В белых войсках Восточного фронта; на 19 ноября 1918 и.д. обер-офицера для поручений штаба Симбирской группы войск, затем в корпусе генерал-лейтенанта Каппеля, на должностях штаб-офицера Генштаба. Полковник.
После 1922 года, в эмиграции в Китае, в русском городе Харбине, где служил и работал на Китайской Восточной железной дороге (КВЖД).
С 1927 член распорядительного комитета, член правления Общевоинского ВВВ.
После 1949 года эмигрировал в Соединённые Штаты Америки. Работал и проживал с семьёй в Бельмонте, на Тихоокеанском побережье, в городе Сан-Франциско.
Умер 27 января 1961 года в Бельмонте, Сан-Франциско. Жена - Людмила Николаевна Корженко (умерла в 1966 году в Бельмонте, Сан-Франциско).

## Награды
- Св. Станислава 3-й ст. с мечами и бантом (09.11.1914)
- Св. Анны 3-й ст. с мечами и бантом (14.12.1914)
- Георгиевское оружие (ПАФ 01.11.1917)